# Llac Päijänne
El llac Päijänne és el segon llac més gran de Finlàndia (1.080 km²). El llac s'estén durant 119 km, des del canal de Vääksy al sud fins a Jyväskylä, capital de Finlàndia Central, al nord. El llac està connectat per canals amb rescloses amb el llac Keitele, el llac Vesijärvi i el llac Ruotsalainen, i desguassa al golf de Finlàndia a través del riu Kymi.
Les seves illes principals són, de nord a sud, Vuoritsalo, Muuratsalo, Onkisalo, Judinsalo, Edessalo, Taivassalo, Haukkasalo, Vehkasalo, Mustassalo, Virmailansaari i Salonsaari. L'illa més gran és Virmailansaari. La paraula saari significa illa. Saló va significar una gran illa, avui en dia vol dir una gran zona de bosc.
Un aqüeducte subterrani connecta el llac amb Vantaa, proporcionant aigua a la zona del Gran Hèlsinki. El punt més profund de qualsevol llac de Finlàndia es troba a Päijänne (95,3 metres).
El nom del llac Päijänne prové possiblement d'una llengua de substrat pre-ugrofinès.